# France Adamič
France Adamič, slovenski agronom, sadjar in pisec, * 4. oktober 1911, Praproče pri Grosupljem, † 5. avgust 2004, Grosuplje

## Življenje in delo
Bil je mlajši brat znanega slovensko-ameriškega pisatelja Louisa Adamiča, o katerem je kasneje uredil zbornika. Starši so mu bili Anton in Ana Adamič.
Po končani ljudski šoli v Grosuplju in gimnaziji v Ljubljani, kjer je 1932 maturiral je 1937 diplomiral na agronomski fakulteti v Beogradu in prav tam 1961 doktoriral z disertacijo Vpliv važnejših načinov oskrbovanja zemlje na mineralno prehrano in rast jablane v alpskem področju Slovenije. Strokovno se je izpopolnjeval v ZDA (1950/51), Italiji (1958–59) in Franciji (1968–69).
Poklicno pot je začel 1937 kot stažist na Kmetijsko poskusni in kontrolni postaji v Ljubljani (sedanji Kmetijski inštitut Slovenije) in jo nadaljeval kot suplent na Sadjarsko vinarski šoli v Mariboru. V letih 1938–1940 je bil predavatelj za biologijo, sadjarstvo in vinogradništvo na Kmetijski šoli v Šentjurju pri Celju. Pri podjetju Sadje je leta 1946 postal pomočnik direktorja. V letih 1947−51 je bil direktor Slovenijavina. Leta 1951 je bil izvoljen za docenta, 1961 za izrednega, 1965 za rednega profesorja Biotehniške fakultete v Ljubljani (BTF). predaval je drevesničarstvo, pomologijo ter uvod v kmetijstvo in živilstvo. Bil je predstojnik katedre za sadjarstvo (1951−76), dekan BTF (v tej funkciji tudi pobudnik podeljevanja Jesenkovih priznanj) ter prorektor Univerze v Ljubljani (1964–65), direktor Inštituta za sadjarstvo v Mariboru in direktor Kmetijskega inštituta Slovenije (1958–64). Raziskoval je domače in tuje populacije, tipe sadnih rastlin, fiziologijo prehrane, tehniko, organizacijo in ekonomiko sadnih plantaž ter tehnološke postopke pridelovanja sadja. Posebej se je posvetil še raziskovanju slovenskega kmetijstva, zadružništva in agrotehniških znanosti ter pisal življenjepise in bibliografije pomembnih slovenskih naravoslovcev, zadružnikov in tehnikov. Vodil je komisijo za kmetijsko in živilsko izrazoslovje ter tehniško sekcijo terminološke komisije za slovarje pri Inštitutu Frana Ramovša SAZU.
Urejal ali sourejal je med drugim tudi revije Sadjarstvo, vinarstvo, vrtnarstvo (1950−59), Novo proizvodnjo, Proteus, terminološke slovarje, zbornike BTF univerze v Ljubljani za kmetijstvo in živilstvo ter Zbornik občine Grosuplje. Objavil je več kot 1000 razprav, ocen, publikacij, življenjepisov, člankov, esejev in črtic. Dvakrat (1986–88 in 1990–92) je bil izvoljen za podpredsednika Slovenske matice in 1992 za njenega zaslužnega člana. Bil je tudi častni član Prirodoslovnega društva Slovenije (od 1979). Za svoje delovanje je mdr. prejel 1977 Kidričevo nagrado in Jesenkovo priznanje ter 1997 srebrni častni znak svobode RS. Po upokojitvi je bil izvoljen tudi za zaslužnega profesorja ljubljanske univerze (1982).
Na njegovi rojstni hiši v Prapročah so mu po smrti odkrili spominsko ploščo.